# Времева ос
Времева ос или Ос на времето е абстрактно понятие, използвано във физиката, което описва времето като насочена права, едномерна величина от математическа гледна точка, която се простира от миналото в бъдещето. Въведено е през 1927 година от английския астроном Артър Едингтън.
В класическата физика оста на времето се представя от права линия, като точките на нея са моменти от време и ориентацията се пренебрегва. В теорията на относителността по отношение на две събития не винаги е лесно да се каже кое е в миналото и кое в бъдещето, което означава, че оста на времето в традиционния смисъл на думата не съществува.
При решаване на вълново уравнение ориентацията се отчита като решенията „изпреварващи времето“ се игнорират, считайки, че те нямат собствено физически смисъл.